# Walter Mantegazza
Wálter Daniel Mantegazza González (17. června 1952, Montevideo – 20. června 2006) byl uruguayský fotbalista, záložník.

## Klubová kariéra
Profesionálně hrál v Uruguayi za Nacional Montevideo, dále v Mexiku za Club León a Tigres UANL, kterému pomohl v roce 1978 získat poprvé mexický titul.

## Reprezentační kariéra
Reprezentoval Uruguay na Mistrovství světa ve fotbale 1974 v Německu.